# Preveza
Preveza (grčki: Πρέβεζα) je grad na sjeverozapadu Grčke. Grad je smješten na ustima Ambracijskog zaljeva. Preveza je glavni grad prefekture Preveza, koja je dio Periferije Epir.  Podmorski tunel povezuje mjesta Prevezu u Etoliji i Akcij u Akarniji.  
- Ostatci antičkog grada Nikopola nalaze se 5 km sjevernije od grada.

## Povijest
Prevezu je osnovana, kao  Berenikiju 290. pr. Kr. osnovao epirski kralj Pir.
Pored grada odigrala se slavna Bitka kod Akcija, u kojoj je Oktavijanova vojska pobijedila združene snage Marka Antonija i Kleopatre. Grad Nikopol (na grčkom grad pobjede) podignut je u blizini da obilježi veliku Oktavijanovu pobjedu. 
Grad je potom bio pod rimskom, pa bizantskom vlašću, a povremeno je na kraće vrijeme bio i pod bugarskom vlašću (920. – 922., 977. – 983., 996. – 997.). 
Nakon 1204. godine podpao je pod vlast Epirske Despotovine (1204. – 1230., 1241. – 1338., 1356. – 1358.), s prekidima u vladavini 1230. – 1241. godine kada je bio pod vlašću Drugog Bugarskog Carstva,  te 1348. – 1356. godine kada je podpao pod Srpsko Carstvo. Nakon toga grad je pod vlašću Despocije Arta (1358. – 1401. godine), potom podpada pod vlast Mlečana sve do pada pod otomansku vlast 1499. godine.
Za turske vladavine grad se zvao  Preveze, i bio je sjedište sandžaka Karlı İli koji se zapravo razvio iz ranijeg posjeda Carla Tocca-Despocije Epir, zato se tako zvao. Taj vilajet uključivao je u sebe gotovo iste teritorije kao i današnja Prefektura Etolija-Akarnija i bio je dio vilajeta Rumelija (1499. – 1670.) a poslije toga Vilajeta Janja (Janjina (Grčka)). 
Velika pomorska Bitka kod Preveze odigrala se je pored obala Preveze 1538. godine, u toj bitci je osmanska flota turskog admirala Hajrudina Barbarose pobijedila ujedinjenu kršćansku mornaricu pod vodstvom genoveškog admirala Andreje Dorije. 
Osmanska vladavina prekidana je u dva navrata; prvi ju put je prekinula Mletačka Republika za vrijeme Morejskog rata (1684. – 1699.), te drugi put od 1717. do 1797. godine. Tada je na osnovu točaka Mira iz Campo Formija Preveza data na upravljanje Francuskoj, koja je vlast nad Prevezom prepustila paši od Janjine Ali Paši Tepaleniju 1798. godine.
Nakon toga Preveza je ostala pod turskom vlašću sve dok je nisu zauzele jedinice grčke vojske 3. studenog 1912. godine, za vrijeme Prvog Balkanskog rata. 
Za vrijeme Drugog svjetskog rata Prevezu su zauzela Italija od 1941. do 1943. godine, te potom Treći Reich od 1943. do 1944. godine.

## Kretanje stanovništva posljednjih desetljeća
| Godina | Stanovništvo | Promjena     | Stanovništvo općine | Promjena    | Gustoća    |
| ------ | ------------ | ------------ | ------------------- | ----------- | ---------- |
| 1981   | 13,624       | -            | -                   | -           | -/km²      |
| 1991   | 13,341       | -283/-21.21% | 16,886              | -           | 252.78/km² |
| 2001   | 16,321       | 2,980/22.34% | 19,605              | 2,719/16.1% | 293/km²    |

## Zbratimljeni gradovi
- Sherborne, Ujedinjeno Kraljevstvo
- Spišská Nová Ves, Slovačka
- Granville, Francuska

## Vanjske poveznice
- Službene stranice (grč.)
- Općina Preveza na stranicama GTP-a (grč.), (engl.)
- Grad Preveza na stranicama GTP-a (grč.), (engl.)